# 普卡拉胡山 (雷奈伊省)
9°40′30″S 77°18′35″W / 9.67500°S 77.30972°W

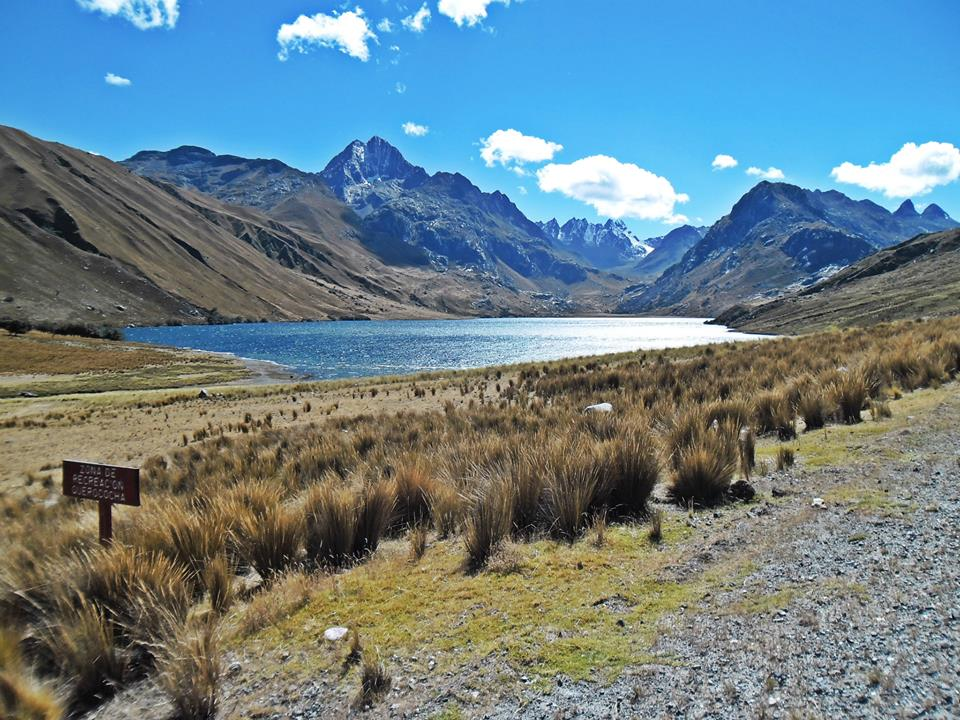

普卡拉胡山（Pucaraju），是秘魯的山峰，位於安卡什大區的雷奈伊省，屬於安第斯山脈中布蘭卡山脈的一部分，處於亞納馬賴山以西、克羅科查湖東北面，海拔高度5,346米。